# Dymaxion house
La Dymaxion house a été développée par l'inventeur et architecte Buckminster Fuller pour remédier à plusieurs lacunes perçues dans les techniques de construction résidentielles existantes. Fuller a conçu plusieurs versions de la maison à des moments différents — tous kits fabriqués en usine, assemblés sur place, destinés à s’adapter à n’importe quel site ou environnement, et à utiliser efficacement les ressources. Un leitmotiv de la conception était la facilité d’expédition et d’assemblage.
Comme il l'a fait pour nommer plusieurs de ses inventions, Fuller a combiné les mots dynamic, maximum, et tension pour arriver au mot valise Dymaxion.

## Histoire

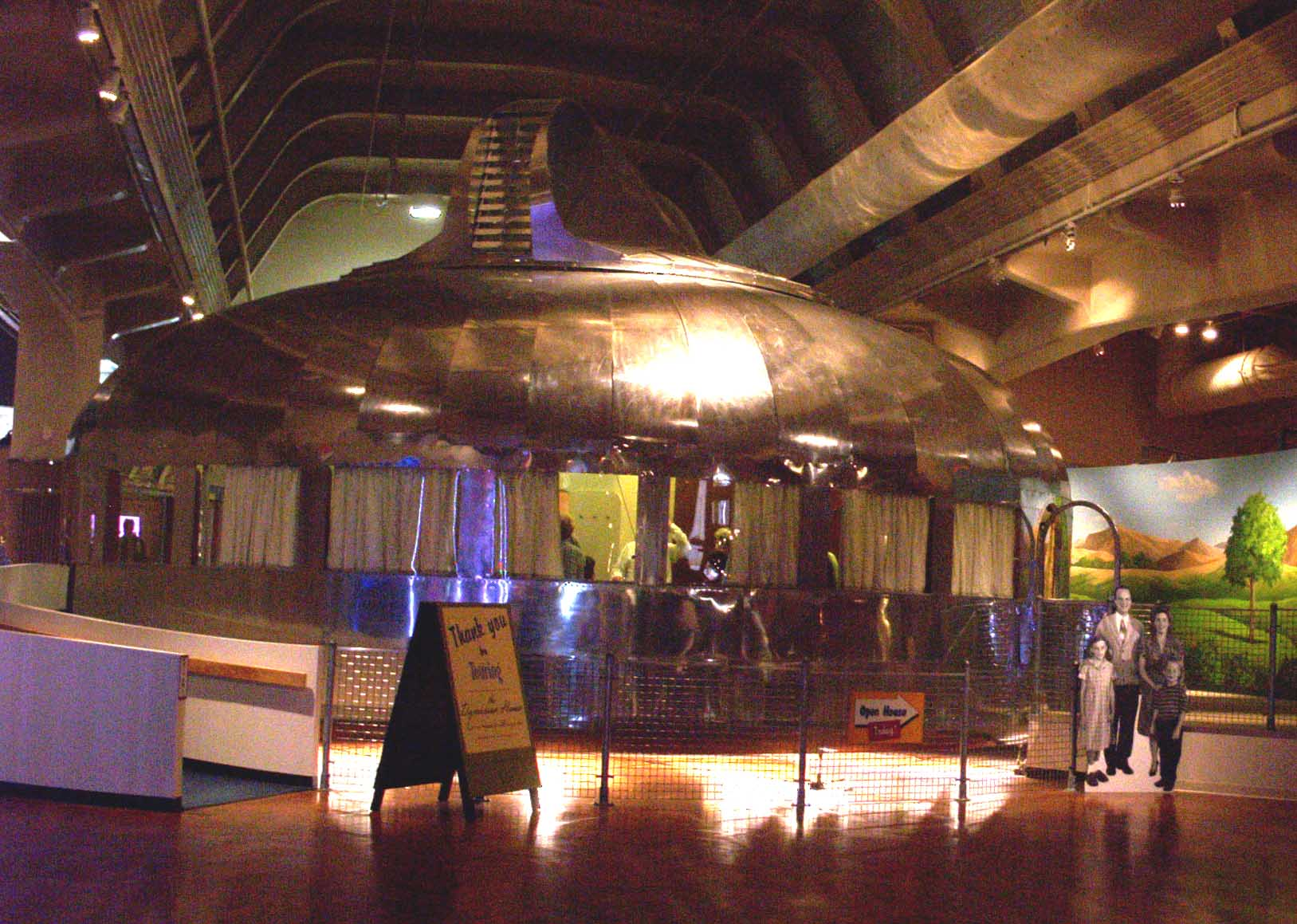
Maison Dymaxion telle qu'installée au musée Henry Ford

La maison Dymaxion a été achevée en 1930 après deux années de développement et repensée en 1945. Buckminster Fuller voulait produire en série une salle de bain et une maison. Sa première conception « Dymaxion » était basée sur la conception d'un silo à grains. Pendant la Seconde Guerre mondiale, l'armée américaine chargea Fuller d'envoyer ces logements dans le golfe Persique. En 1945, l'écrivain de science-fiction Robert A. Heinlein a passé une commande pour qu'un exemplaire soit livré à Los Angeles, mais la commande n'a jamais été exécutée.
Le silo à grains sibérien a été le premier système dans lequel Fuller a noté l'effet de « dôme de poussière urbain » : de nombreuses installations ont rapporté qu'un dôme induit un vortex vertical local entraîné par la chaleur qui aspire de l'air plus frais vers le bas dans un dôme, si le dôme est correctement ventilé : un seul évent aérien et des évents périphériques. Fuller a adapté les dernières unités de la maison-silo à grains pour utiliser cet effet.
La conception finale de la maison Dymaxion utilisait une entretoise centrale verticale en acier inoxydable sur une seule fondation. Des structures semblables aux rayons d'une roue de vélo pendaient de là pour soutenir le toit, tandis que des poutres rayonnantes soutenaient le sol. Des ventilateurs en forme de coin en tôle d'aluminium formaient le toit, le plafond et le sol. Chaque structure a été assemblée au niveau du sol puis remontée sur le support. La maison Dymaxion représente le premier effort conscient de construction d'un bâtiment autonome au XXe siècle.
Il s'agissait d'un prototype proposé pour utiliser des toilettes conteneur, un stockage d'eau et un ventilateur à convection intégré au toit. Il a été conçu pour les régions tempétueuses du monde : les îles océaniques tempérées et les grandes plaines d'Amérique du Nord, d'Amérique du Sud et d'Eurasie. Dans la plupart des maisons modernes, la lessive, les douches et les toilettes constituent les principales utilisations de l'eau, la boisson, la cuisine et la vaisselle consommant moins de 20 litres par jour. La maison Dymaxion était destinée à réduire la consommation d'eau grâce à un système d'eaux grises, une commode d'emballage et un « brumisateur » pour remplacer les douches. Le brumisateur s'appuyait sur des dégraissants efficaces à air comprimé et à eau, mais avec des particules d'eau beaucoup plus petites pour le rendre confortable.

## Description

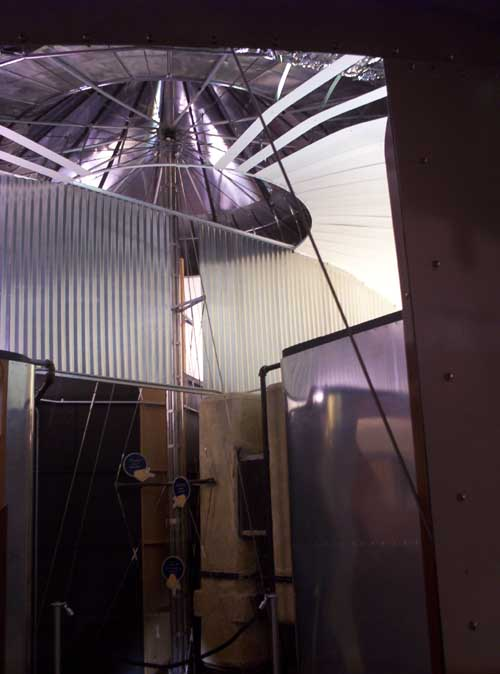
Intérieur de la maison Dymaxion montrant les détails structurels. Le plafond, les entretoises et la peau extérieure en aluminium partiellement assemblés, ainsi que le poteau central unique qui soutient toute la structure et transporte les services et la plomberie, sont visibles.

Deux maisons Dymaxion ont été amenées au stade de prototypes : une intérieure (la maison « Barwise ») et une extérieure (la maison « Danbury »). Aucune maison Dymaxion construite selon les intentions de Fuller n'a jamais été construite et habitée. Les deux seuls prototypes de la maison ronde en aluminium ont été achetés par l'investisseur William Graham, ainsi qu'un assortiment d'éléments de prototypage inutilisés en guise de récupération après l'échec de l'entreprise. En 1948, Graham a construit une version hybride de la maison Dymaxion pour en faire la maison de sa famille ; les Graham y ont vécu jusque dans les années 1970. Graham a construit la maison ronde sur sa propriété au bord du lac, désactivant le ventilateur et autres éléments intérieurs. Elle a été habitée pendant environ 30 ans, bien que comme une extension d'un ranch existant, plutôt que comme une structure autonome comme le voulait Fuller. En 1990, la famille Graham a fait don de cette maison et de tous les éléments de prototypage au musée Henry Ford. Un processus minutieux a été utilisé pour conserver autant de composants et de systèmes d'origine que possible et restaurer le reste à l'aide de la documentation originale du processus de prototypage de Fuller. Elle a été installée à l'intérieur du musée Henry Ford en 2001 avec une exposition complète.
Puisqu'il n'y avait aucune preuve du système interne crucial de gouttières, certains éléments du système de collecte de pluie ont été omis de l'exposition restaurée. Le toit a été conçu pour évacuer l'eau vers l'intérieur, laissant s'égoutter l'eau dans la gouttière, puis vers la citerne, se préférence à un toit difficile à installer et parfaitement étanche.
Il devait y avoir des toilettes d'emballage sans eau qui emballaient habilement les déchets pour les ramasser en vue d'un compostage ultérieur. Au cours du processus de prototypage, l'idée des toilettes emballées a été rapidement remplacée par une fosse septique conventionnelle, car le plastique d'emballage n'était pas disponible. D'autres caractéristiques ont fonctionné comme annoncé, notamment le chauffage et le système de climatisation passive, basé sur « l'effet dôme ».

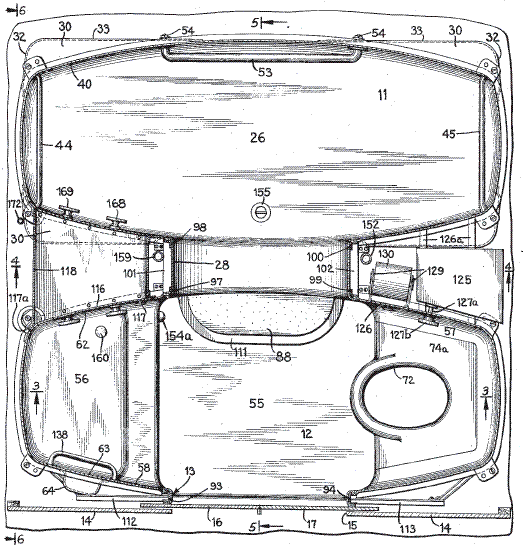
, salle de bains préfabriquée, par Richard Buckminster Fuller, délivré en 1940

Les habitants de la version très modifiée de la maison ont déclaré que la salle de bain  était particulièrement agréable. La salle de bain se composait de deux bulles de cuivre estampées connectées, construites comme quatre pièces emboîtables. La pièce inférieure est entièrement plaquée en alliage étain/antimoine et la moitié supérieure est peinte. Chaque bulle avait un drain. Aucune zone n'avait un rayon inférieur à quatre pouces (10 cm), pour faciliter le nettoyage. La commode, la douche, la baignoire et le lavabo ont été moulés dans la coque structurelle en une seule pièce. Une bulle contenait une baignoire et une douche ergonomiques, suffisamment hautes pour laver les enfants sans se baisser, mais seulement deux marches (16 pouces / 40 cm) vers le haut. Les commandes de la baignoire ovale étaient montées à l'intérieur gauche de l'entrée de la baignoire ovale. L'autre bulle était la salle de bain proprement dite avec commode et lavabo. La ventilation de la salle de bain était un grand ventilateur silencieux situé sous le lavabo principal, qui éloignait les odeurs indésirables. Tout l'éclairage était totalement fermé. Pour éviter la formation de buée, le miroir faisait face à la pharmacie de bord, qui était ventilée par le ventilateur. Une version en plastique de la salle de bains a été disponible par intermittence jusque dans les années 1980.
Les grandes fenêtres enveloppantes et les structures légères étaient appréciées des enfants, qui rampaient sur le rebord de la fenêtre et faisaient tinter les entretoises principales en forme de roue de vélo.
Fuller a également conçu une variante de 10 étages qui aurait dû être mise en œuvre par le Graf Zeppelin.

## Critique
Les critiques des maisons Dymaxion incluent sa conception supposée rigide qui ignorait complètement le site local et le langage architectural, et son utilisation de matériaux à forte intensité énergétique tels que l'aluminium, plutôt que de matériaux à faible consommation d'énergie, tels que l'adobe ou le carrelage. Fuller a choisi l'aluminium pour sa légèreté, sa grande résistance et sa durabilité à long terme, facteurs qui compensent sans doute le coût de production initial. L’aluminium était également un choix logique si les maisons devaient être construites dans des usines aéronautiques qui, depuis la fin de la Seconde Guerre mondiale, disposaient d’une capacité excédentaire substantielle.
La Wichita House était un projet accepté par Fuller pendant la Seconde Guerre mondiale dans le but de produire des logements rentables pour tous. Le projet a continué à développer le concept technologique de la Maison Dymaxion, intégrant désormais un plan d'étage rond au lieu d'un plan hexagonal. Les réactions au prototype ont été extraordinairement positives ; néanmoins, il n'a pas été produit industriellement en raison des coûts de (ré)outillage. Fuller, un perfectionniste accompli, estimait qu'il pouvait améliorer la conception et n'était pas satisfait du prototype. Il a refusé de commencer la production plutôt que d'autoriser l'utilisation du design « inachevé ».